# Вулиця Дорофєєва (Херсон)
Вулиця Дорофєєва — вулиця в мікрорайоні Корабел, Корабельного району міста Херсон. Починається від Острівського шосе і закінчується на території майбутнього мікрорайону Корабел-2. До вулиці прилучаються: Острівське шосе, вулиця Острівська, вулиця Шенгелія, вулиця Вітрильна. Протяжність — 1,45 км.
Названа на честь генерала Дорофєєва Олександра Петровича — командира 295-ї стрілецької дивізії, яка, під час німецько-радянської війни, в рамках Березнегувато-Снігурівської операції, в ніч на 13 березня 1944 року, форсувала Дніпро в районі населених пунктів Антонівка і Кіндійка, захопила плацдарм і в середині того ж дня першою увірвалася до Херсона. Указом Президії Верховної Ради СРСР від 19 березня 1944 року «за зразкове виконання бойових завдань, командування на фронті боротьби з німецькими загарбниками і проявлені при цьому відвагу і геройство» полковнику Олександру Петровичу Дорофєєву присвоєно звання Героя Радянського Союзу з врученням ордену Леніна і медалі «Золота Зірка».

### Меморіальний комплекс загиблим землякам
Встановлений в 1977 році, на розі вулиці Дорофєєва і вулиці Острівської. Автори — архітектор Микола Михайлович Костюченко, скульптор В. Б. Процький. Обеліск стилізовано під вітрило, поруч зі стелою з барельєфами солдата, матроса, рибалки. На стелі зазначено: «В ім'я тих, хто живе сьогодні, заради майбутніх поколінь віддали свої життя наші воїни-земляки. Вічна Слава Героям!».

## Об'єкти і будівлі
- буд. 11 — Херсонський ясла-садок № 9 комбінованого типу для дітей з вадами мови
- буд. 12А — Відділення банку «Ощадбанк»
- буд. 16-18 — Свято-Касперівська церква
- буд. 20Б — Херсонський ясла-садок № 82 «Барвінок»
- буд. 22А — Херсонський ясла-садок № 83 комбінованого типу «Золотий ключик»
- буд. 30 — Супермаркет «Велмарт»